# Buenavista, Amatenango de la Frontera
Buenavista är en ort i Mexiko.   Den ligger i kommunen Amatenango de la Frontera och delstaten Chiapas, i den sydöstra delen av landet, 900 km sydost om huvudstaden Mexico City. Buenavista ligger 1 095 meter över havet och antalet invånare är 428.
Terrängen runt Buenavista är kuperad åt nordväst, men åt sydost är den bergig. Runt Buenavista är det ganska tätbefolkat, med 100 invånare per kvadratkilometer. Närmaste större samhälle är Frontera Comalapa, 10,1 km nordväst om Buenavista. I omgivningarna runt Buenavista växer i huvudsak städsegrön lövskog.